# Baccanale con sileno
Baccanale con sileno è un'incisione a bulino e puntasecca (29,9x47,3 cm) di Andrea Mantegna, databile tra il 1458 e il 1490 circa e conservata nelle collezioni del Duca di Devonshire e Chatsworth Settlement Trustee a Chatsworth nel Regno Unito.

## Storia
L'opera è una delle migliori fra la decina di incisioni assegnate o attribuite a Mantegna, delle quali parla anche Vasari nelle Vite. Molto difficile è la datazione di queste opere, che spesso venivano tratte da dipinti e affreschi che in molti casi sono andati perduti. Per esempio il Baccanale, che fa coppia con il Baccanale con un tino nel Metropolitan Museum di New York, viene messa in relazione a un fregio ad affresco che poteva far parte della decorazione di una delle residenze marchionali distrutte, come Cavriana, Goito (a cui lavorò nel 1458-1460 circa) o Revere (1463-1464) o ancora Bondanello (1478 circa). Altri infine collocano l'attività incisoria alla fase più tarda della produzione dell'artista, dopo il viaggio a Roma, come suggerirebbe la somiglianza con dei sarcofagi nella collezione dei Della Valle e nella chiesa di Santa Maria Maggiore. Forse Mantegna creò queste stampe per una semplice coltivazione dei propri interessi personali, magari nella fase tarda della sua attività artistica.
Spesso l'opera viene associata anche alla Zuffa di dei marini, sempre a Chatsworth.

## Descrizione e stile
Il Baccanale è incentrato su un grasso Sileno, trasportato da due uomini e incoronato da un satiro, mentre un secondo sta salendo sulla schiena d'un uomo a sinistra e a destra si trovano due suonatori con un flauto doppio e un flauto di Pan. Nella sfrenata scena Mantegna descrisse momenti di beato abbandono ai vizi, presentando con efficacia un mondo dominato dagli istinti più bassi.
Mantegna riformulò il modello classico aggiornandolo secondo la sua sensibilità, senza intenzioni di correttezza filologia antiquaria. Lo sfondo scuro fa risaltare le figure chiare, con un chiaroscuro più incisivo di quello usato nei disegni e in pittura, che fa spiccare i personaggi come rilievi scultorei.